# Вічне місто (роман)
«Вічне місто» (англ. The Eternal City) — політико-фантастичний роман, написаний британським автором сером Томасом Генрі Голл Кейном у 1900 році та опублікований у 1901 році.

## Сюжет
Італія, 1900 рік. Молодий депутат Девіде Россі, засновник ненасильницького руху, відомого як «Республіка Людина», бореться проти влади Церкви й тиранічного прем'єр-міністра Барона Габріелі Бонеллі, в руках якого молодий король є не чим іншим, як маріонеткою, а справжня влада зосереджена в папи Пія X (обрання якого автор передбачає лише за три роки до реальності), що виявиться батьком Девіде. Перш ніж стати священиком, він мав роман з матір'ю Давіде, Леонорою Россі.
Відчайдушна боротьба Девіда та його коханої Донни Роми врешті призведе до утвердження народної волі, падіння режиму Бонеллі та створення республіки.